# 2017年沙特阿拉伯整肃
2017年沙特阿拉伯整肅，是指沙特阿拉伯自2017年11月以来，由王储穆罕默德·本·萨勒曼领导的反腐委员会抓捕了许多重要的王子、政府官员以及商界人士。多达五百人在此次清洗中受到抓捕。
《经济学人》将这次借反腐打击政敌巩固权力的行动与中共中央总书记习近平领导的中共十八大后的反腐败工作相提并论。
前Google波斯湾前公共政策主管萨姆·布拉特伊斯（Sam Blatteis）认为，“这是中东与开放政策最相似的事情”，其他商人们将此次清洗同俄罗斯总统普京对俄罗斯寡头具有政治目的的打击进行比较。
《新闻周刊》认为，此次反腐抓捕理论上有三种动机：纯粹的反腐镇压，一个攫取金钱的计划，或准备接管王权。
在反腐运动期间，被拘捕者被囚禁在利雅得的丽思卡尔顿酒店，私人飞机也被禁止起飞，防止嫌疑人离开国家。
此次整肅使得前国王阿卜杜拉的派系被排除在核心之外，且穆罕默德王储成功巩固了其对沙特三支安全部队的控制权。
作为此次镇压的一部分，沙特阿拉伯的银行冻结了超过1700个账户。根据华尔街日报报道，沙特政府针对了超过八千亿美元的现金及资产。
沙特总检察长谢赫·索德·艾尔·莫特耶布在一份声明中宣称此次逮捕“仅仅是肃清一切腐败的生命进程的开始”。他补充到这些被拘留者将获准使用法律顾问，保证使审判“以及时而公开的方式”进行。与此同时，萨勒曼国王任命了20多位新法官。

## 受牵连的人物

### 王子
- 瓦利德·本·塔拉勒王子，亿万富豪，沙特阿拉伯首富。[10]
- 穆塔布·本·阿卜杜拉王子（英语：Mutaib bin Abdullah），原国民警卫队（英语：Saudi Arabian National Guard）队长，前国王阿卜杜拉之子，[11]他被视为被捕之人中最有权势的一位。[6]
- 图尔基·本·阿卜杜拉王子（英语：Turki bin Abdullah Al Saud），原利雅得省省长，前国王阿卜杜拉之子，涉及一个马来西亚发展有限公司丑闻（1MDB）。[12]
- 法赫德·本·阿卜杜拉·本·穆罕默德王子（英语：Fahd bin Abdullah bin Mohammed Al Saud），原国防副大臣（英语：Minister of Defense (Saudi Arabia)）。[13]
- 图尔基·本·纳赛尔王子（英语：Turki bin Nasser Al Saud），原气象与环境署主管。[14]
- 阿卜杜勒-阿齐兹·本·法赫德王子（英语：Abdul Aziz bin Fahd），前国王法赫德之子，据报道因抵抗逮捕遇害，[15]但被沙特政府否认。[16]
- 曼苏尔·本·穆克林王子（英语：Mansour bin Muqrin），商人、王储顾问，前王储穆克林之子。在禁止私人飞机起飞期间试图乘私人直升机逃离沙特，于2017年11月5日坠机身亡。[17][18][19]

### 政治家及商人
- 贝克尔·本·拉登，沙特本拉登集团主席，[20]奥萨马·本·拉登的同父异母哥哥。
- 易卜拉欣·阿卜杜勒-阿齐兹·阿萨夫（英语：Ibrahim Abdulaziz Al-Assaf），原经济大臣。[21]
- 哈立德·图瓦伊里（英语：Khaled al-Tuwaijri），原皇家法院首席法官。[12]
- 阿德尔·法基（英语：Adel Fakeih），原经济与计划大臣。[11]
- 瓦利德·本·易卜拉欣（英语：Waleed bin Ibrahim Al Ibrahim），亿万富豪，中东广播中心主席。[21]
- 阿姆尔·达巴格（英语：Amr Al-Dabbagh），达巴格集团（Al-Dabbagh Group）的CEO。[21]
- 哈立德·阿卜杜拉·阿勒穆勒哈姆（英语：Khalid Abdullah Almolhem），沙特阿拉伯航空前总裁。[21]
- 萨利赫·阿卜杜拉·卡迈勒（英语：Saleh Abdullah Kamel），亿万富豪，阿拉伯广播电视网（英语：Arab Radio and Television Network）、达拉·巴拉卡（英语：Dallah Al-Baraka）公司的创办人。[22]
- 阿卜杜拉·本·苏丹（英语：Abdullah bin Sultan bin Mohammed Al-Sultan），皇家海军司令。[14]
- 穆罕默德·图拜什（英语：Mohammad al-Tobaishi），原皇家礼仪司司长。[23]
- 沙特·达维什（英语：Saoud al-Daweesh），沙特电信公司首席执行官。[23]
- 纳赛尔·阿勒塔亚尔（英语：Nasser Al Tayyar），Al Tayyar Travel Group的非执行董事。[24]
- 穆罕默德·侯赛因·阿勒阿穆迪（英语：Mohammed Hussein Al Amoudi），亿万富豪。[25]